# 同源

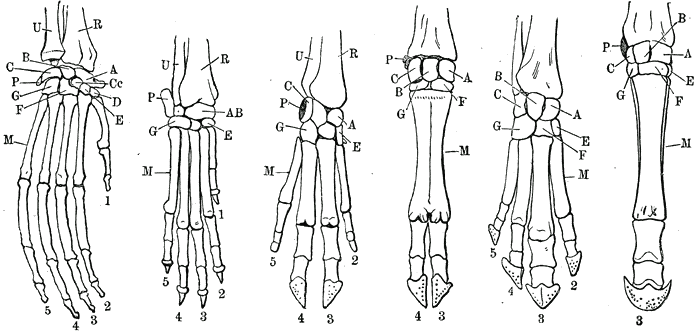
哺乳動物的前肢是同源構造的例子。

在生物学种系发生理论中，若两个或多个结构具有相同的祖先，则称它们同源（Homology）。这里相同的祖先既可以指演化意义上的祖先，即两个结构由一个共同的祖先演化而来（在这个意义上，蝙蝠的翅膀与人类的手臂是同源的），也可以指发育意义上的祖先，即两个结构由胚胎时期的同一组织发育而来（在这个意义上，人类女性的卵巢与男性的睾丸同源）。
同源这一概念需与相似区分开来。比如说，昆虫的翅膀、蝙蝠的翅膀和鸟类的翅膀是相似的，但却不同源，这种现象被称为非同源相似（或同形质，英文：Homoplasy）。这些相似的结构由不同的渠道演化而来，这种演化过程叫做趋同演化（Convergency）。

## 遗传学中的同源
在遗传学中，同源这一概念主要是指序列同源，表明两个或多个蛋白质或DNA序列具有相同的祖先。同源的序列也很可能有相似的功能。两个序列或者同源，或者不同源，不存在“同源度”这样的概念。序列中同源的部分也被称为保守的（conserved）。
蛋白质和DNA的同源性常常通过它们序列的相似性来判定，在生物信息学中尤其是如此。例如，如果两个基因有着几乎一样的DNA序列，那么它们很可能同源，但也有例外：它们可能没有共同的祖先，而为了适应绑定（bind to）某特殊的蛋白质的需要而演化成了一样的形式（如转录因子）。这样的序列是相似的，但却不同源。
非专业人士偶尔会使用诸如“同源百分比”（percent homology）这样的术语，这是不对的。“相似百分比”（percent similarity）这样的术语的确存在，但只能用于衡量生物分子序列的相似性，而不能度量它们的同源性。不过，若有若干条序列只有一部分被认为同源（are presumed to share descent），我们可称它们部分同源。
许多算法能够将蛋白质序列聚类为若干族，每族里的序列同源。

### 直系同源与旁系同源
同源序列可分为两种：直系同源（orthology）和旁系同源（paralogy）。直系同源的序列因物种形成（speciation）而被区分开（separated）：若一个基因原先存在于某个物种，而该物种分化为了两个物种，那么新物种中的基因是直系同源的；旁系同源的序列因基因复制（gene duplication）而被区分开（separated）：若生物体中的某个基因被複製了，那么两个副本序列就是旁系同源的。直系同源的一对序列称为直系同源体（orthologs），旁系同源的一对序列称为旁系同源体（paralogs）。若两个旁系同源基因（paralogs）的基因拷贝（gene duplication）是已发生在物种形成前，则这两个旁系同源（paralogs）可互称为“前重复同源基因”（outparalogs），可简称为“前重复”（outparalogs）；若于物种形成后某个直系同源基因（an ortholog）才发生基因复制（gene duplication），则互称为“后重复”（inparalogs）。
直系同源体通常有相同或相似的功能，但对旁系同源体则不一定：由于缺乏原始的自然选择的力量，繁殖出的基因副本可以自由的变异并获得新的功能。
肌红蛋白（myoglobin）和血红蛋白（hemoglobin）被认为是古老的旁系同源体（ancient paralogs）。类似的，已知的四种血红蛋白（血红蛋白A，血红蛋白A2，血红蛋白S，和胎儿血红蛋白）均互为旁系同源体。它们均能够运输氧气，但在功能上又有细微的分化：胎儿血红蛋白（血红蛋白F）比成年血红蛋白对氧气有更高的亲和力。
另一个例子是啮齿动物（如老鼠）体内的胰岛素基因。啮齿动物有一对旁系同源的胰岛素基因，尚不清楚它们的功能是否分化。
旁系同源体常见于同一物种，但也不是绝对如此：人类的血红蛋白和非洲黑猩猩的肌红蛋白就是旁系同源体。这是使用生物信息学方法预测基因功能的一大困难：即使不同物种的基因同源，我们也不能立刻推断它们具有相同或相似的功能，因为它们可能为具有不同功能的旁系同源体。

### 同源染色体对
二倍体细胞中的同源染色体对是一对匹配的染色体。它们分别来源于生物体的双亲。除开性染色体，同源染色体对中的两条染色体有相当长的部分相似，通常也具有相同的基因序列。两条性染色体的相似部分较其他染色体少。我们推测染色体是旁系同源体。